# Aethes bilbaensis
Aethes bilbaensis es una especie de polilla del género Aethes, categorizada en la tribu Cochylini, de la subfamilia Tortricinae.

## Distribución
Se distribuye por España.

## Taxonomía
Fue descrita por Rossler en 1877 y publicada en (Conchylis francillana var.), Stettin. ent. Ztg. 38: 372.